# Конявска планина
Конявска планина (Конява планина, Коньовска планина) е планина в Западна България, част от Милевско-Конявската планинска група, във физикогеографската област Краище, разположена на територията на Пернишка и Кюстендилска област. Най-голямата по площ планина в Краището.

## Географска характеристика

### Географско положение, граници, деление, големина
Планината е разположена между следните морфографски единици:
на североизток – Радомирската котловина;
на изток и югоизток – Дупнишката котловина;
на югозапад – Кюстендилската котловина;
на север – долината на река Струма я отделя от Рудина планина;
на северозапад – Земенският пролом на река Струма я отделя от Земенска планина;
на изток – чрез седловина висока 710 m в района на село Делян се свързва с планината Верила;
на югоизток – в района на град Дупница, долината на река Джерман я отделя от Рила;
на юг – Скринският пролом на река Струма я отделя от северната част (Руенска планина) на планината Влахина.
Като цяло планината може да се раздели условно на 5 части:
- Западна част (Риша планина) – между Земенският пролом на река Струма и Конявския проход, връх Риш (1442,6 m);
- Централна (същинска част) – между Конявският проход и долината на Углярска река, връх Виден (1487,1 m);
- Колош – между долините на реките Углярска и Разметаница, връх Колош (1313,8 m);
- Източна част (Гологлавски височини) – между долината на река Разметаница и Дупнишката котловина, връх Манастирище (1094,4 m);
- Южна част (Поглед планина) – между шосето Кюстендил – Дупница и Скринският пролом на река Струма, връх Поглед (962,2 m).

Дължината на планината от северозапад на югоизток е около 37 km, а ширината – до 20 km. В югоизточната ѝ част по двата бряга на река Разметаница е разположена историко-географската област Разметаница, която на практика представлява котловинно понижение.

### Особености на релефа, геоложки строеж
Билото на планината в западната и централната част е плоско, разположено на около 1200 – 1300 m н.в. На изток от връх Колош, в Гологлавските височини и на юг в Поглед планина то се понижава. Западните и южните ѝ склонове, обърнати към долината на река Струма са стръмни, а северните към Радомирската котловина са стъпаловидни.
Най-голямо разпространение в планината имат горноюрските седименти – глинести шисти и варовици. В по-малко количество на североизток се намират средноюрски седименти – конгломерати, пясъчници и глини. Второ място по разпространение заемат среднотриаските седименти – варовици и доломити. Долнотриаските седименти са представени от песъкливи шисти, пясъчници и конгломерати. От другите скали се срещат кристалинни шисти в западните части и масивни скали в западните и източните части. Делувиални наслаги се намират по перфиерията на планината и по големите речни тераси. Алувиалните наслаги са характерни за Чокльово блато, което е запълнено с торф и за речните дъна. Широко разпрострнение имат и карстовите форми.

### Води, почви, растителност
Цялата планина попада във водосборния басейн на река Струма. Реките, които извират от нея са леви притоци на Струма – Оролачка река, Блатешница, Шегава, Лява река и др., леви притоци на река Арката (ляв приток на Струма) и десни притоци на река Джерман – Разметаница и др. Почвената покривка е представена от канелени и светлокафяви горски почви. Северните склонове на планината са обрасли с широколистни гори (бук, дъб, габър и др.), а южните са обезлесени.

## Селища
В планината и по нейните подножия са разположени 2 града и 57 села.
- Област Кюстендил – 1 град и 42 села:
  - Община Бобов дол – Бабино, Бабинска река, Блато, Бобов дол, Голема Фуча, Голем Върбовник, Големо село, Горна Козница, Долистово, Коркина, Локвата, Мали Върбовник, Мало село, Мламолово, Новоселяне, Паничарево и Шатрово;
  - Община Бобошево – Блажиево, Висока могила, Вуково, Грамаде, Каменик, Сопово и Циклово;
  - Община Дупница – Блатино, Делян, Дяково, Кременик и Пиперево;
  - Община Кюстендил – Буново, Горна Гращица, Гърбино, Дворище, Долна Гращица, Катрище, Коняво, Раждавица, Таваличево, Цървеняно и Шипочано;
  - Община Невестино – Долна Козница, Лиляч и Мърводол.
- Област Перник – 1 град и 15 села:
  - Община Земен – Блатешница и Земен;
  - Община Ковачевци – Егълница и Калище;
  - Община Радомир – Байкалско, Гълъбник, Дебели лаг, Драгомирово, Жедна, Житуша, Извор, Касилаг, Кленовик, Кондофрей, Углярци и Чуковец.

## Транспорт, туризъм
През планината и по нейните подножия преминават участъци от пет пътя от Държавната пътна мрежа на България:
- По източното подножие, от село Делян до град Дупница, на протежение от 19,7 km – участък от първокласен път № 1 Видин – София – Благоевград – ГКПП „Кулата“.
- През средната ѝ най-висока част (Конявският проход), на протежение от 24,2 km – участък от първокласен път № 6 ГКПП „Гюешево“ – София – Карлово – Бургас.
- От запад на изток, северно от Поглед планина, между село Невестино и град Дупница, на протежение от 23,7 km – участък от второкласен път № 62 Кюстендил – Дупница – Самоков.
- От запад на изток, през средата на планина, между село Коняво и град Бобов дол, на протежение от 26,1 km – целият участък от третокласен път № 602.
- През седловината между Колош и Гологлавските височини и по северното ѝ подножие, между селата Големо село и Калище, на протежение от 36 км – участък от третокласен път № 623 Дупница – Бобов дол – Земен – Трекляно.

По цялото северозападно и западно подножие на планината по долината на река Струма през Земенският пролом преминава участък от трасето на жп линията София – Перник – Гюешево. В югоизточната ѝ част през историкогеографската област Разметаница преминава и целият участък на трасето на жп линията Дупница – Бобов дол.
Конявската планина предоставя отлични условия за любителите на безмоторното летене – парапланеристи и делтапланеристи.

## Топографска карта
- Лист от карта K-34-58. Мащаб: 1 : 100 000.
- Лист от карта K-34-59. Мащаб: 1 : 100 000.
- Лист от карта K-34-70. Мащаб: 1 : 100 000.
- Лист от карта K-34-71. Мащаб: 1 : 100 000.